# Аль-Аглі (Шенді)
Футбольний клуб «Аль-Аглі Шенді» (араб. نادي الأهلي شندي}) — суданський професійний футбольний клуб з міста Шенді. Клуб був заснований у 1943 році, та грає домашні матчі на стадіоні «Шенді» місткістю 10 тисяч глядачів. Клуб грає у Прем'єр-лізі Судану, найвищому футбольному дивізіоні країни. найбільшим успіхом команди є виграш Кубку Судану в 2017 році.

## Титули і досягнення
- Володар Кубка Судану (1): 2017